# Acer nipponicum
Acer nipponicum є видом клена, який походить з Японії. Належить до секції Acer Parviflora.

## Опис і поширення
Acer niponicum — листопадне дерево середнього розміру, виростає до 15–20 метрів. і в середньому 18 метрів. Гілки та стовбур мають гладку сіру кору, а молоді гілки гладкі, злегка блискучі темно-зелені. Квітки A. nipponicum, як правило, андрономні, але деякі дерева в гаях іноді є андрономними, маючи лише чоловічі квіти. Дикі екземпляри цвітуть приблизно з кінця червня і тривають до кінця липня залежно від висоти, причому дерева, що ростуть на нижчій висоті, починають цвісти в середині червня, а деякі дерева цвітуть до початку серпня. Вид зустрічається в гірських районах на островах Хонсю, Сікоку і Кюсю в Японії на висоті від 500 до 2000 метрів. Найпівнічніші гаї знаходяться біля гори Хачімантай та гори Івате в префектурі Івате на Хонсю. Найпівденніші гаї знаходяться в південно-східному куті префектури Кумамото на Кюсю.